# دنیسون (تگزاس)
دنیسون، تگزاس(به انگلیسی: Denison, Texas) شهری در ایالت تگزاس از ایالات جنوبی ایالات متحده آمریکا است. در سرشماری سال ۲۰۰۰، جمعیت این شهر ۲۴۱۲۷ نفر اعلام شد.